# Gustav von Ziehlberg
Gustav Heistermann von Ziehlberg, född 10 december 1898, död 2 februari 1945 i Berlin (avrättad), tysk militär, Generalmajor. Avrättades för att ha deltagit i 20 juli-attentatet.